# Rivière Upsalquitch Sud-Est
Pour les articles homonymes, voir Upsalquitch.
La rivière Upsalquitch Sud-Est est un affluent de la rive Est de la rivière Upsalquitch, traversant le comté de Northumberland (Nouveau-Brunswick) ainsi que les paroisse de Balmoral et paroisse d'Addington, dans le comté de Restigouche, dans le Nord-Ouest du Nouveau-Brunswick, au Canada.
Dans son cours vers le Nord-Ouest, la rivière Upsalquitch Sud-Est traverse les montagnes Naturalistes et passe au Nord Est de la montagne Caribou.

## Géographie
La rivière Upsalquitch Sud-Est prend sa source à l’embouchure du lac Upsalquitch (longueur: 1,6 km; altitude: 251 m) dans le comté de Northumberland (Nouveau-Brunswick). Ce lac est situé dans une petite vallée (dans l’axe Nord-Sud), qui se prolonge vers le Sud sur l’autre bassin versant jusqu’à People Depot situé sur la rive Nord de la rivière Nepisiguit. Le lac Upsalquitch est encastré dans les montagnes Naturalists.
L’embouchure du lac Upsalquitch est situé en zone forestière à:
- 2,3 km à l’Ouest du sommet du Mont Perley (comté de Northumberland (Nouveau-Brunswick));
- 3,3 km au Nord-Ouest du sommet du Mont Chamberlain (comté de Northumberland (Nouveau-Brunswick));
- 2,6 km au Nord-Est du sommet du Mont Hay (comté de Northumberland (Nouveau-Brunswick));
- 0,1 km au Sud de la limite Sud de la paroisse de Balmoral (comté de Restigouche);
- 24,3 km au Sud-Ouest de la confluence de la rivière Upsalquitch Sud-Est;
- 58,8 km au Sud-Ouest de la confluence de la rivière Upsalquitch.

À partir de la confluence du lac Upsalquitch, la rivière Upsalquitch Sud-Est coule dans une petite en vallée entourée de hautes montagnes, sur 39,6 km selon les segments suivants:
Cours supérieur de la rivière (segment de 19,7 km)
- 0,1 km vers le Nord, jusqu'à la limite de la paroisse de Balmoral, comté de Restigouche;
- 2,9 km vers le Nord-Est, jusqu'au « Cook Savoie Gulch » (venant de l’Est);
- 6,1 km vers le Nord-Ouest dans la paroisse de Balmoral, jusqu'au « Eighteen Mile Brook;
- 4,2 km vers le Nord-Ouest, jusqu'au Murray Brook (venant du Nord-est);
- 0,2 km vers l’Ouest, jusqu'au Ramsay Brook (venant du Sud-Ouest);
- 2,2 km vers le Nord, jusqu'au McCormack Brook (venant de l’Ouest);
- 4,0 km vers le Nord, jusqu'au Meadow Brook (venant de l’Est);

Cours inférieur de la rivière (segment de 19,9 km)
- 5,9 km vers le Nord-Ouest, jusqu'au Mulligan Brook (venant du Sud-Ouest);
- 0,7 km vers le Nord, jusqu'à la Petite rivière Upsalquitch Sud-Est (venant du Nord-Est);
- 5,5 km vers le Nord-Ouest, jusqu'à Fergunson Brook (venant du Sud-Ouest);
- 7,8 km vers l’Ouest, en traversant les « basses chutes Sud-Est » (En : Lower Southeast Falls) et en passant au Nord de la montagne Caribou, jusqu'à la confluence de la rivière Upsalquitch Sud-Est[2].

La rivière Upsalquitch Sud-Est se déverse dans une courbe de rivière sur la rive Est de la rivière Upsalquitch. La confluence de la rivière Upsalquitch Sud-Est est située à 29,3 km au Sud-Est de la confluence de la rivière Upsalquitch.